# 주온 (2002년 영화)
《주온 - 극장판》(The Grudge, 呪怨: Ju-on)은 일본에서 제작된 시미즈 다카시 감독의 2002년 공포 영화이다. 오키나 메구미 등이 주연으로 출연하였고 이치세 타카시게 등이 제작에 참여하였다.

## 출연

### 주연
- 오키나 메구미
- 이토 미사키
- 우에하라 미사
- 이치카와 유이
- 츠다 칸지
- 후지 타카코

### 조연
- 시바타 카요코
- 쿠쿠리 유카코
- 마츠다 슈리
- 타나카 요지
- 마츠야마 타카시
- 오제키 유우야
- 이시쿠라 치카라
- 이소무라 치카코
- 혼다 다이스케
- 이노우에 히로카즈
- 코바야시 토모미
- 후지 아키
- 오다기리 리사
- 사이토 아키라
- 후지마 미호
- 사카키 히데오
- 웬디 리
- 미셀 러프
- 야츠 이사오

## 기타
- 음향: 마사토 코마츠
- 미술: 토키와 토시하루
- 로케이션매니저: 하마사키 린타로
- 조연출: 아다치 마사키
- 감수: 타카하시 히로시
- 감수: 구로사와 기요시